# Marco Antonio González
Marco Antonio González Junquera (Barcelona, 9 juli 1966) is een voormalig Spaanse waterpoloër.
Marco Antonio González nam tweemaal deel aan de Olympische Spelen, in 1988 en 1992. Hij eindigde met het Spaanse team in 1992 op de tweede plaats, vier jaar ervoor was hij op een zesde plaats geëindigd.
Miguel Chillida · 
Manuel Estiarte · 
Pedro García · 
Salvador Gómez · 
Marco Antonio González · 
Mariano Moya · 
Jorge Neira · 
Jorge Payá · 
Miguel Pérez · 
Pedro Robert · 
José Antonio Rodríguez · 
Jesús Rollán · 
Jordi Sans
Daniel Ballart · 
Manuel Estiarte · 
Pedro García · 
Salvador Gómez · 
Marco Antonio González · 
Rubén Michavila · 
Miguel Ángel Oca · 
Sergi Pedrerol · 
Josep Picó · 
Jesús Rollán · 
Ricardo Sánchez · 
Jordi Sans